# Wilfred Thesiger
« Thesiger » redirige ici. Pour les autres significations, voir Thesiger (homonymie).
Wilfred Thesiger (né le 3 juin 1910 à Addis-Abeba en Éthiopie et mort le 24 août 2003 à Londres) était un explorateur et un écrivain britannique. Il est surtout connu pour ses descriptions des peuples nomades d'Afrique et d'Asie.

## Vie de Wilfred Thesiger
Il est né dans un toukoul (hutte éthiopienne au toit de chaume), dans la légation britannique d'Addis-Abeba, capitale de l'Éthiopie, où son père représentait le Royaume-Uni, auprès de la cour du roi Ménélik II. 
Dès son enfance, Wilfred Thesiger se prend de passion pour les tribus nomades et notamment celles de l'Abyssinie. Après des études à Eton et à Oxford, il revient à 24 ans en Éthiopie, invité au couronnement du nouvel empereur Haïlé Sélassié, et part pour une expédition de découverte du désert Danakil, habité par les Afars, un peuple nomade aux mœurs féroces. Sa mission était d'en faire le relevé géographique.
De retour, il est nommé administrateur colonial du Darfour, une région de l'ouest du Soudan anglo-égyptien, au nord de l'Éthiopie. Dans ce vaste territoire, il peut donner libre cours à l'une de ses passions, la chasse au lion, ce qui le rend très populaire auprès des populations de son district.
Dès le début de la Seconde Guerre mondiale, il est tout désigné pour prendre part, sous les ordres du général Wingate, à la conquête de l'Éthiopie, puis rejoint, en Cyrénaïque, le Special Air Service pour combattre les Allemands.
Durant la Seconde Guerre mondiale, il a été membre de la Force Gidéon au Soudan et en Éthiopie.
Après la guerre, Wilfred Thesiger prend conscience que le monde barbare et splendide des nomades, qu'il admire tant, va disparaître, et décide de consacrer entièrement sa vie à sauver leur mémoire de l'oubli. Pendant cinq ans, il va parcourir le désert du sud de l'Arabie saoudite en compagnie des Bédouins et va rapporter cette expérience dans son premier livre Le Désert des Déserts.
Il part ensuite pour l'Irak découvrir le mode de vie immémorial des Arabes des marais, tribus vivant dans le sud du pays, dans les immenses marais entre les fleuves Tigre et l'Euphrate. Parallèlement, il effectue aussi plusieurs voyages dans les montagnes d'Asie centrale, où il en profite pour chasser l'ours et le mouflon. Il sillonne des régions alors inconnues comme le Kurdistan, le Chitral, l'Hazaradjat et le Nouristan, connues aujourd'hui sous le terme de « zones tribales » du Pakistan.
Wilfred Thesiger s'intéresse moins aux paysages qu'aux tribus qui ont conservé leurs mœurs et pratiques originelles. Ni ethnologue, ni sociologue professionnel, il se contente souvent seulement d'observer et de rapporter, mais surtout savoure le plaisir d'être un des premiers et peut-être un des derniers à côtoyer un univers millénaire mais qu'il sait menacé. Il accompagne ses écrits de nombreuses cartes et de nombreuses photos en noir et blanc, lesquelles constituent autant de témoignages uniques et exceptionnels, tels les voyageurs Kirghizes à dos de yack, les villageois du Nouristan ou les bergers Tadjiks sur les sentiers d'Asie centrale.
Il a « toujours été attiré par les montagnes » mais « cherche la voie la plus facile pour les franchir ou pour les contourner, afin de voir ce qu'il y a de l'autre côté » et ne s'encombre pas de matériel sophistiqué : « ... quelques vêtements de rechange, deux couvertures pour le cas où nous dormirions à la belle étoile, une poignée de médicaments, un livre ou deux, un appareil photographique et ma carabine 275 Rigby. » Il considère chaque jour de voyage passé dans une automobile comme une journée de perdue, et en quelques mois de voyage au Kurdistan irakien, en 1950 et 1951, il dit avoir visité ainsi à peu près tous les villages et gravi à peu près toutes les montagnes.
Il a notamment été à la rencontre des Berbères du Maroc.
Dès la fin des années 1950, il se sait rattrapé par le monde moderne, lorsqu'il croise sur son chemin un mollah afghan à Chitrâl ou un marchand mongol en route pour Kashgar. Avec le recul, il reconnaît qu'il « aurait donné cher » pour les accompagner, mais peu à peu les frontières, jusqu'alors, libres, se ferment même pour lui, et son dernier voyage au Nouristan en 1965, semble comme un nostalgique adieu à un monde qui disparaît et qu'il a tant aimé : « Mais les temps avaient changé, et les frontières de notre monde s'étaient fermées. (...) À présent la grand-route est construite, les camions grondent dans les deux sens; les caravanes de chameaux ont disparu, leurs clochettes se sont tues pour toujours. »
Il revint s'installer en Angleterre dans les années 1990 et fut élevé à la dignité de Chevalier en 1995. Il a légué sa vaste collection de 25 000 négatifs au Pitt Rivers Museum d'Oxford. Wilfred Thesiger n'aimait pas trop la culture américaine et a dit à son sujet : « L'effet à long terme de la culture américaine telle qu'elle s'insinue dans le moindre recoin de tous les déserts, vallées et montagnes du monde sera la fin des civilisations. Notre avarice extraordinaire pour les possessions matérielles, les manières dont nous nourrissons cette avarice, le manque d'équilibre de nos vies, et notre arrogance culturelle amènera à notre perte d'ici un siècle à moins que nous apprenions à nous arrêter et à penser. Mais peut-être est-il déjà trop tard ? »

## Galerie

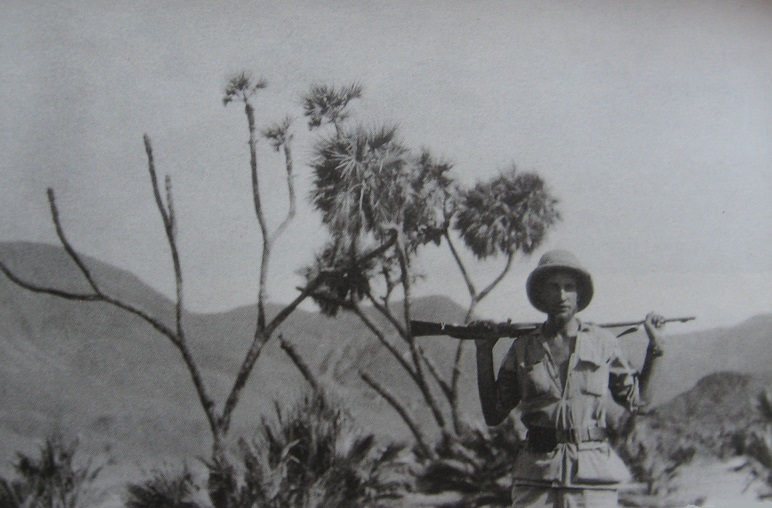
Thesiger en 1934 près de Djibouti